# Charles Douglas Armstrong
Charles Douglas Armstrong, britanski general, * 11. junij 1897, † 11. december 1985.
Bil je vodja britanske vojaške misije pri Jugoslovanski vojski v domovini (četnikih).